# Jennifer Hale
Jennifer Hale (født 30. januar 1972 i Canada) er en canadisk-amerikansk tegnefilmsdubber. Hun er kendt som stemmen bag Felicia Hardy i Spider-Man: The Animated Series, 
Jessica Bannon i anden sæson af The Real Adventures of Jonny Quest, og Ms. Keane i Powerpuff Pigerne.